# Tod und Verklärung
Tod und Verklärung (op. 24, TrV 158) ist eine Tondichtung für großes Orchester von Richard Strauss. Er begann die Arbeit an dem Werk 1888 und schloss sie am 18. November 1889 ab. Uraufgeführt wurde Tod und Verklärung unter Leitung des Komponisten am 21. Juni 1890 in Eisenach im Rahmen der Tonkünstlerversammlung des Allgemeinen Deutschen Musikvereins. Tod und Verklärung beschließt eine erste Gruppe von Tondichtungen (zu ihr gehören außerdem Macbeth und Don Juan). In den folgenden Jahren beschäftigte sich Strauss mehrere Jahre mit seiner ersten Oper Guntram. Weil diese aber wenig erfolgreich war, kehrte er 1894/95 zur Komposition von Tondichtungen zurück; diese zweite Gruppe beginnt mit Till Eulenspiegel und endet mit der Symphonia domestica.

## Programmmusik
Das Programm des Stückes hat Strauss einige Jahre später so formuliert: „Der Kranke liegt im Schlummer, schwer u. unregelmäßig atmend, zu Bette; freundliche Träume zaubern ein Lächeln auf das Antlitz des schwer Leidenden; der Schlaf wird leichter, er erwacht, gräßliche Schmerzen beginnen ihn wieder zu foltern, das Fieber schüttelt seine Glieder – als der Anfall zu Ende geht u. die Schmerzen nachlassen, gedenkt er seines vergangenen Lebens: seine Kindheit zieht an ihm vorüber, seine Jünglingszeit mit seinem Streben, seinen Leidenschaften u. dann, während schon wieder Schmerzen sich einstellen, erscheint ihm die Leuchte seines Lebenspfades, die Idee, das Ideal, das er zu verwirklichen, künstlerisch darzustellen versucht hat, das er aber nicht vollenden konnte, weil es von einem Menschen nicht zu vollenden war, die Todesstunde naht, die Seele verläßt den Körper, um im ewigen Weltenraum das vollendet, in herrlichster Gestalt zu finden, was es hienieden nicht erfüllen konnte.“
Strauss’ Mentor Alexander Ritter verfasste nach dem Abschluss der Komposition ein programmatisches Gedicht, das der Komponist der Partitur voranstellte und das für den Druck um mehrere Strophen erweitert wurde.
Bei der Wahl seines Sujets ließ sich Strauss u. a. von Franz Liszt (dessen sinfonische Dichtung Tasso den Untertitel Lamento e trionfo trägt) inspirieren. Außerdem spielt Strauss mit der Tonart seiner Tondichtung, c-Moll, das zuletzt in ein verklärtes C-Dur übergeht, an Ludwig van Beethovens 5. Symphonie an.

## Formale Analyse
Das einsätzige Werk gliedert sich in ein einleitendes Largo, ein aufgewühltes Allegro molto agitato sowie ein abschließendes Moderato (die Musik der Verklärung). Tod und Verklärung ist als freier Sonatensatz angelegt, mit der Besonderheit freilich, dass das zentrale Verklärungsthema erst allmählich entfaltet wird und erst im Schlussteil vollständig erklingt.
In der Einleitung werden einige zentrale Themen und Motive, aber auch Klänge und Rhythmen (etwa stockende Paukenschläge) vorgestellt; der Puls des Helden ist unruhig, aber ihn erfüllen „freundliche Träume“. Mit dem Allegro molto agitato (T. 67) beginnt programmatisch die Folter durch „gräßliche Schmerzen“, während musikalisch ein längerer Hauptthemenkomplex in c-Moll dominiert, an dessen Ende (T. 163ff.), in eine Überleitung eingebettet, erstmals das Verklärungsthema anklingt. Der folgende ruhigere Abschnitt (Doppelstrich: meno mosso, ma sempre alla breve T. 186) fungiert musikalisch wie ein mehrgliedriges Seitenthema: Der Kranke erinnert sich seiner Kindheit und Jugend. Es folgt, quasi als Durchführung, eine leidenschaftliche Musik (Doppelstrich: appassionato), deren Entwicklungen allerdings immer wieder durch stockende Posaunen- und Paukenschläge aufgehalten werden. Höhepunkte sind weitere Auftritte des schon deutlicher geformten Verklärungsthemas: zunächst in As-Dur (T. 311), dann in A-Dur (T. 325) und schließlich in Des-Dur (T. 346). Zuletzt mündet die Durchführung in eine stark verkürzte Reprise (T. 356) der Einleitung wie auch des Allegro-Hauptthemas (T. 369): Freilich bleibt die Musik harmonisch in der Schwebe und erreicht ihr eigentliches Ziel erst mit dem Beginn der Verklärungsmusik in der Coda (T. 387), welche Strauss mit Tamtam-Schlägen als Symbol des Todes einprägsam markiert hat. Nun kehren, in einer lang angelegten Steigerung, frühere Themen wieder, bis endlich das Verklärungsthema in voller Gestalt erklingt: zunächst ruhig (T. 430), später in großer Klanggloriole (T. 469). Das Stück endet, sozusagen in Beantwortung der C-Moll-Dominanz vom Beginn, in einem verdoppelten leisen C-Dur-Akkord.